# Polidipsie
Polidipsia (compusă din gr. Πολύς, "foarte" și "δίψα", "sete") este o stare de sete intensă care îi determină pe pacienți să ingereze cantități considerabile de lichide.   

## Etiologie
Polidipsia poate fi primitivă, fiind în legătură cu funcționarea centrului cerebral al setei, sau secundară, cauzată de scăderea cantității de apă din organism. 

### Polidipsie primitivă
În cazul polidipsiei primitive, cauzele pot fi cerebrale, cum ar fi leziunile diencefalului sau psihiatrice, în acest caz vorbindu-se de polidipsie psihogenică.   

### Polidipsie secundară
În cazul polidipsiei secundare, cauzele constau într-o pierdere crescută de apă prin piele, urină sau sistemul gastro-intestinal. Acest fenomen face parte din setul simptomatic al diabetului zaharat, în parte din cauza creșterii volumului de urină ce se explică prin efectul osmotic exercitat de glucoză, care nu poate fi reabsorbită de rinichi, deoarece transportorii sunt deja saturați, în parte din cauza creșterii " osmolarității plasmatice secundară ca urmare a creșterii concentrației de glucoză și altor metaboliți activi osmotic.   
Polidipsia este unul dintre factorii patofiziologici care determină hiponatriemia .  